# Neuroterus anthracinus
Neuroterus anthracinus är en stekelart som först beskrevs av Curtis 1838.  Neuroterus anthracinus ingår i släktet Neuroterus, och familjen gallsteklar. Arten är reproducerande i Sverige.

## Bildgalleri

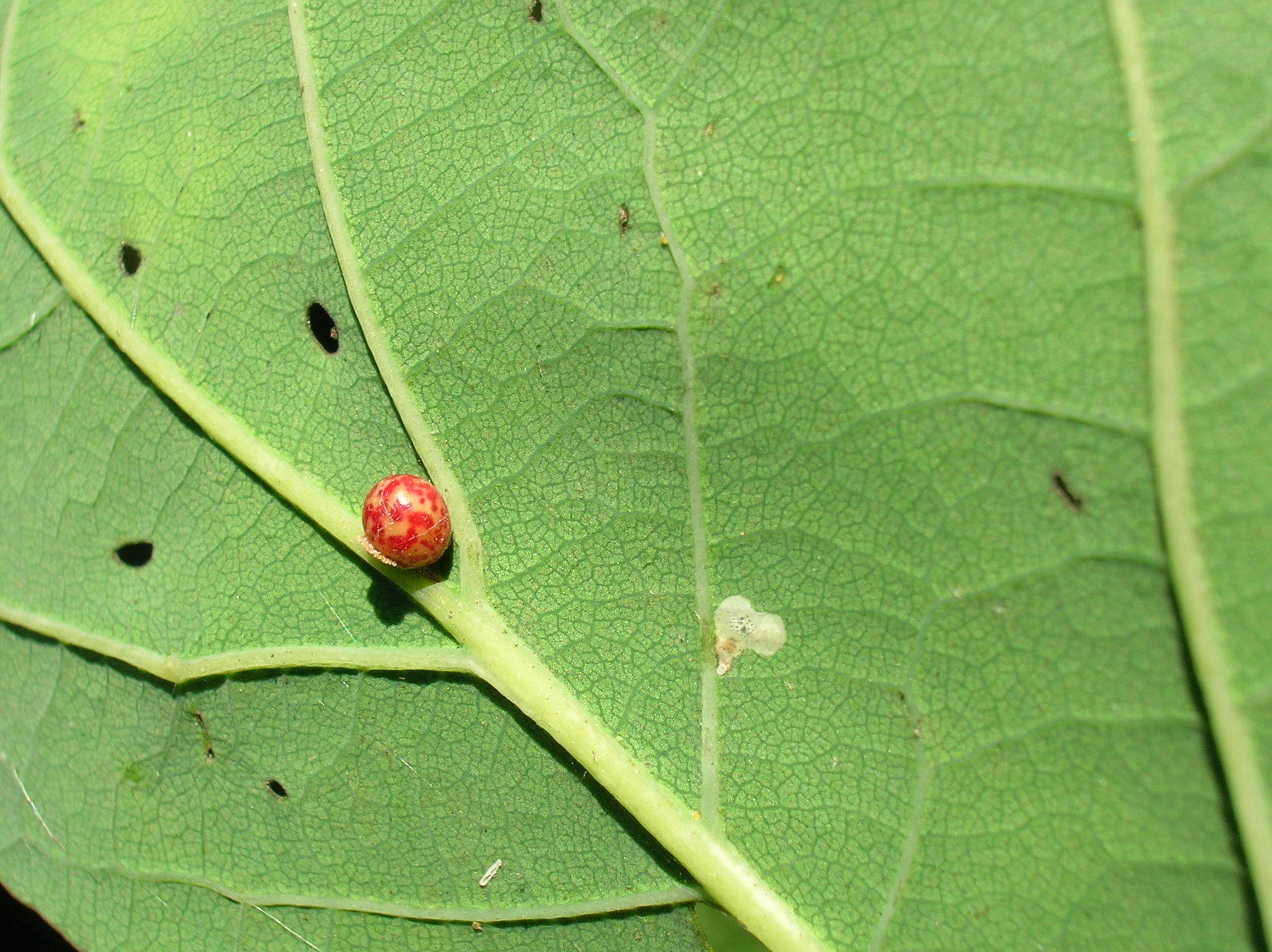
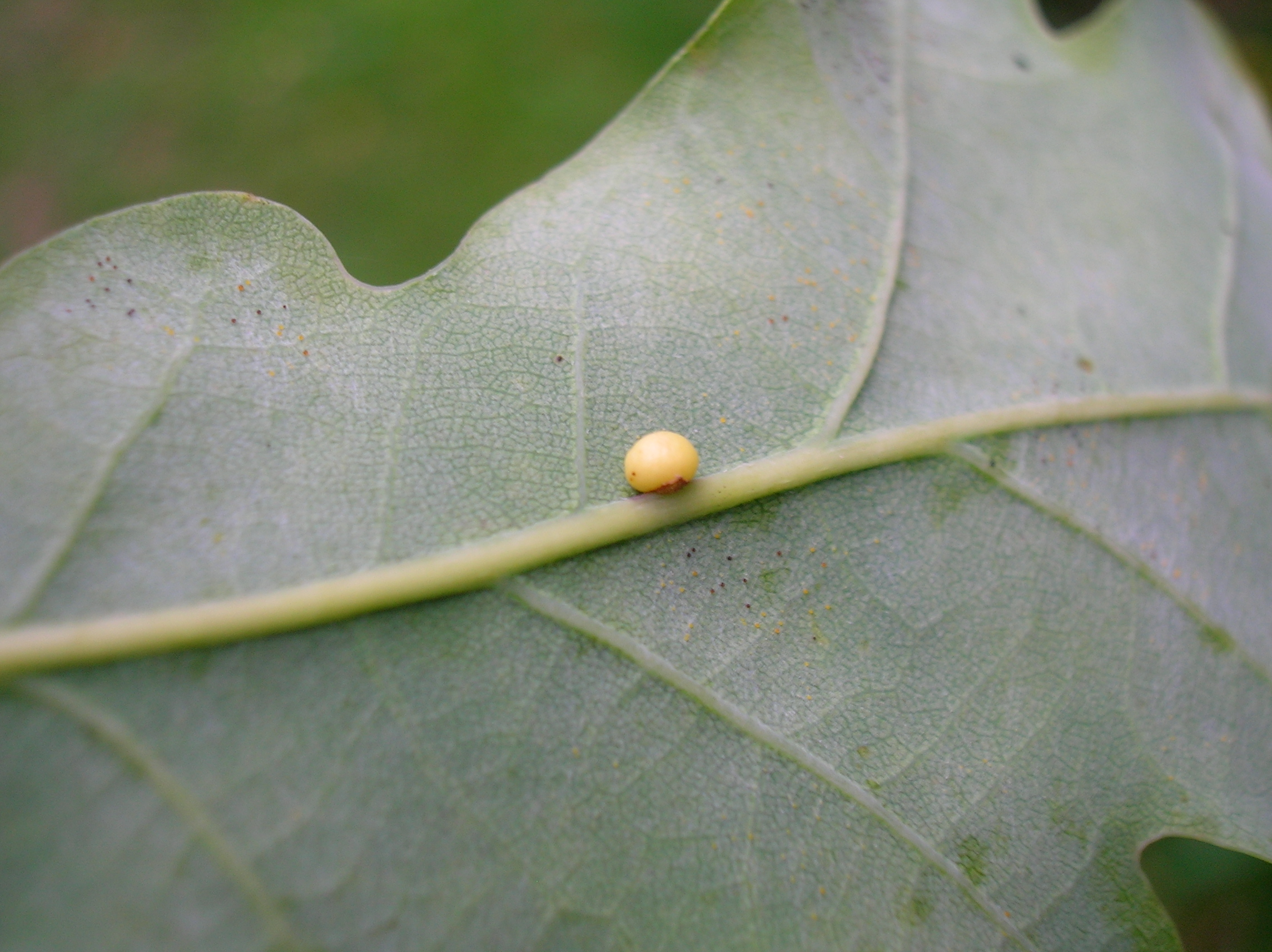
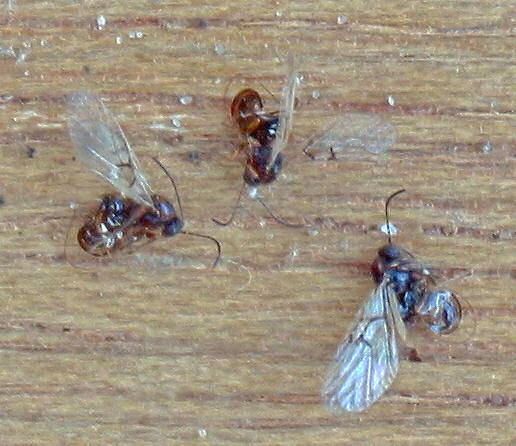